# ZPU-4
ZPU-4 – radziecki holowany, poczwórnie sprzężony, przeciwlotniczy wielkokalibrowy karabin maszynowy, składający się z czterech karabinów KPW kalibru 14,5 mm.
W położeniu bojowym koła są podnoszone. Broń weszła do służby w 1949 roku i do dziś pozostaje na wyposażeniu armii wielu państw świata. W uzbrojeniu Wojska Polskiego występował pod nazwą PKM-4. Przeznaczone do osłony pododdziałów przed środkami napadu powietrznego, lecącymi z małą prędkością (do 167 m/s) i do wysokości 1400 m.